# 양산 통도사 청동은입사향완 (경상남도 유형문화재 제101호)
청동은입사향완(靑銅銀入絲香垸)은 대한민국 경상남도 양산시 하북면, 통도사에 있는 향완이다. 1979년 5월 2일 경상남도의 유형문화재 제101호로 지정되었다.

## 개요
향완이란 절에서 마음의 때를 씻어주는 의미가 있는 향을 피우는데 사용하는 기구로 향로라고도 한다. 기형에 관계없이 향을 피우는 도구를 총칭하는 것이 향로이며, 향완은 밥그릇 모양의 몸체에 나팔 모양의 높은 받침대를 갖춘 향로를 가리키는 것이다.
향로의 동체부는 4개소의 원문에 범자(梵字)를 배치하였고, 그 주위에는 여의두문(如意頭紋)이 시문되었다. 대각의 상부에는 연판문(蓮瓣紋), 그리고 하부에는 연화당초문이 배치되었다.
구연부의 전에도 보상초화문(寶相草花紋)이 배치되었으며, 전의 배면에는 …승방사시납통도사 …僧房寺施納通度寺 란 명문이 점각되어 있다.

## 같이 보기
- 향완

## 참고 자료
- 청동은입사향완 - 국가유산청 국가유산포털